# Псари (Опочинський повіт)
Псари (пол. Psary) — село в Польщі, у гміні Славно Опочинського повіту Лодзинського воєводства.
Населення — 266 осіб (2011).
У 1975-1998 роках село належало до Пйотрковського воєводства.

## Демографія
Демографічна структура станом на 31 березня 2011 року:
|          | Загалом | Допрацездатний вік | Працездатний вік | Постпрацездатний вік |
| -------- | ------- | ------------------ | ---------------- | -------------------- |
| Чоловіки | 135     | 31                 | 87               | 17                   |
| Жінки    | 131     | 32                 | 65               | 34                   |
| Разом    | 266     | 63                 | 152              | 51                   |